# 1-丁烯
1-丁烯（又称正丁烯）是一种有机化合物，结构式CH3CH2CH=CH2，是一种高度易燃的可压缩气体。1-丁烯难溶于水，易溶于醇、醚等有机溶剂。

## 反应
1-丁烯单独储存时是稳定的，但在适当条件下能自发聚合。1-丁烯的主要用途是作为聚乙烯生产的共聚单体调节聚合物的机械性质，例如生产线性低密度聚乙烯。它也是生产环氧丁烷、丁酮的原料。

## 生产
1-丁烯通过分离石油催化裂化的C4组分得到，或由乙烯的二聚生产。产物通过蒸馏提纯。据估计，全球2011年丁烯产量为1200万吨，大部分是包含异丁烯的混合物。